# Eliminatorias Sudamericanas de Futsal
Las Eliminatorias Sudamericanas de Futsal fue un torneo de fútbol sala organizado por la Conmebol para determinar qué equipos sudamericanos se clasificarán para la Copa Mundial de Fútbol Sala de la FIFA. El torneo se disputó cada cuatro años desde 2012 hasta 2020.
Los cuatro mejores equipos del torneo clasificaban a la Copa Mundial. Sin embargo, si el anfitrión del mundial es de América del Sur, solo los tres mejores equipos más el anfitrión se clasificaban, como en 2016, cuando Colombia fue la anfitriona de la Copa Mundial.

## Palmarés
| Año           | Sede     | Campeón   | Final Resultado | Subcampeón | Tercer lugar | Resultado | Cuarto lugar |
| ------------- | -------- | --------- | --------------- | ---------- | ------------ | --------- | ------------ |
| 2012 Detalles | Brasil   | Argentina | 1:1 7:6 (pen.)  | Paraguay   | Brasil       | 5:1       | Colombia     |
| 2016 Detalles | Paraguay | Brasil    | 4:0             | Argentina  | Paraguay     | 7:2       | Uruguay      |
| 2020 Detalles | Brasil   | Argentina | 3:1             | Brasil     | Paraguay     | 6:2       | Venezuela    |

## Títulos por país
En cursiva, se indica el torneo en que el equipo fue local.
| Equipo    | Campeón        | Subcampeón | Tercer lugar   | Cuarto lugar |
| --------- | -------------- | ---------- | -------------- | ------------ |
| Argentina | 2 (2012, 2020) | 1 (2016)   | 0              | 0            |
| Brasil    | 1 (2016)       | 1 (2020)   | 1 (2012)       | 0            |
| Paraguay  | 0              | 1 (2012)   | 2 (2016, 2020) | 0            |
| Colombia  | 0              | 0          | 0              | 1 (2012)     |
| Uruguay   | 0              | 0          | 0              | 1 (2016)     |
| Venezuela | 0              | 0          | 0              | 1 (2020)     |